# Ronde van Noorwegen 2012
De Ronde van Noorwegen is een vijfdaagse wielerwedstrijd gehouden in Noorwegen. De editie van 2012 werd van 16 tot en met 20 mei verreden.

## Etappe-overzicht
| Etappe    | Datum  | Start      | Finish      | afstand | Winnaar              | Ploeg                 | Leider               |
| --------- | ------ | ---------- | ----------- | ------- | -------------------- | --------------------- | -------------------- |
| 1e etappe | 16 mei | Sandefjord | Tønsberg    | 186 km  | Jonas Ahlstrand      | Team CykelCity.se     | Jonas Ahlstrand      |
| 2e etappe | 17 mei | Oslo       | Drammen     | 163 km  | Raymond Kreder       | Team Garmin-Barracuda | Alessandro Petacchi  |
| 3e etappe | 18 mei | Lillestrøm | Elverum     | 180 km  | Aidis Kruopis        | Orica-GreenEdge       | Jonas Ahlstrand      |
| 4e etappe | 19 mei | Hamar      | Lillehammer | 195 km  | Edvald Boasson Hagen | Sky ProCycling        | Edvald Boasson Hagen |
| 5e etappe | 20 mei | Gjøvik     | Hønefoss    | 172 km  | Russell Downing      | Endura Racing         | Edvald Boasson Hagen |

## Etappe-uitslagen

### 1e etappe
| Sandefjord – Tønsberg (186 km) |                      |                              |          |
| Plaats                         | Naam                 | Ploeg                        | Tijd     |
| Winnaar                        | Jonas Ahlstrand      | Team Cykelcity.se            | 4u20'46" |
| 2                              | Alessandro Petacchi  | Lampre-ISD                   | z.t.     |
| 3                              | Edvald Boasson Hagen | Sky ProCycling               | z.t.     |
| 4                              | Sondre Holst Enger   | Plussbank-BMC                | z.t.     |
| 5                              | Raymond Kreder       | Team Garmin-Barracuda        | z.t.     |
| 6                              | Benjamin Giraud      | Vélo-Club La Pomme Marseille | z.t.     |
| 7                              | Zakkari Dempster     | Endura Racing                | z.t.     |
| 8                              | Tosh Van der Sande   | Topsport Vlaanderen-Mercator | z.t.     |
| 9                              | Daniele Colli        | Team Type 1-Sanofi           | z.t.     |
| 10                             | Jonathan Cantwell    | Team Saxo Bank               | z.t.     |

### 2e etappe
| Oslo – Drammen (163 km) |                       |                              |          |
| Plaats                  | Naam                  | Ploeg                        | Tijd     |
| Winnaar                 | Raymond Kreder        | Team Garmin-Barracuda        | 3u44'55" |
| 2                       | Alessandro Petacchi   | Lampre-ISD                   | z.t.     |
| 3                       | Tosh Van der Sande    | Topsport Vlaanderen-Mercator | z.t.     |
| 4                       | Edvald Boasson Hagen  | Sky ProCycling               | z.t.     |
| 5                       | Baden Cooke           | Orica-GreenEdge              | z.t.     |
| 6                       | Aleksandr Serebrjakov | Team Type 1-Sanofi           | z.t.     |
| 7                       | Jonathan Cantwell     | Team Saxo Bank               | z.t.     |
| 8                       | Jonas Ahlstrand       | Team CykelCity.se            | z.t.     |
| 9                       | Artoer Jersjov        | Team RusVelo                 | z.t.     |
| 10                      | Aitor Galdós          | Caja Rural                   | z.t.     |

### 3e etappe
| Lillestrøm – Elverum (180 km) |                      |                              |          |
| Plaats                        | Naam                 | Ploeg                        | Tijd     |
| Winnaar                       | Aidis Kruopis        | Orica-GreenEdge              | 4u11'57" |
| 2                             | Edvald Boasson Hagen | Sky ProCycling               | z.t.     |
| 3                             | Jonas Ahlstrand      | Team CykelCity.se            | z.t.     |
| 4                             | Alessandro Petacchi  | Lampre-ISD                   | z.t.     |
| 5                             | Baden Cooke          | Orica-GreenEdge              | z.t.     |
| 6                             | Takashi Miyazawa     | Team Saxo Bank               | z.t.     |
| 7                             | Luke Rowe            | Sky ProCycling               | z.t.     |
| 8                             | Evaldas Šiškevičius  | Vélo-Club La Pomme Marseille | z.t.     |
| 9                             | Benjamin Giraud      | Vélo-Club La Pomme Marseille | z.t.     |
| 10                            | Tosh Van der Sande   | Topsport Vlaanderen-Mercator | z.t.     |
|                               |                      |                              |          |
| 15                            | Michel Kreder        | Team Garmin-Barracuda        | z.t.     |

### 4e etappe
| Hamar – Lillehammer (195 km) |                      |                              |          |
| Plaats                       | Naam                 | Ploeg                        | Tijd     |
| Winnaar                      | Edvald Boasson Hagen | Sky ProCycling               | 4u47'46" |
| 2                            | Simon Clarke         | Orica-GreenEdge              | z.t.     |
| 3                            | Lars Petter Nordhaug | Sky ProCycling               | +6"      |
| 4                            | Pieter Serry         | Topsport Vlaanderen-Mercator | +10"     |
| 5                            | Sander Armée         | Topsport Vlaanderen-Mercator | z.t.     |
| 6                            | Marco Marzano        | Lampre-ISD                   | z.t.     |
| 7                            | Simone Stortoni      | Lampre-ISD                   | z.t.     |
| 8                            | Sergej Firsanov      | Team RusVelo                 | z.t.     |
| 9                            | Russell Downing      | Endura Racing                | +1'32"   |
| 10                           | Aitor Galdós         | Caja Rural                   | z.t.     |
|                              |                      |                              |          |
| 12                           | Karsten Kroon        | Team Saxo Bank               | z.t.     |

### 5e etappe
| Gjøvik – Hønefoss (172 km) |                      |                               |          |
| Plaats                     | Naam                 | Ploeg                         | Tijd     |
| Winnaar                    | Russell Downing      | Endura Racing                 | 4u06'36" |
| 2                          | Simon Clarke         | Orica-GreenEdge               | z.t.     |
| 3                          | Tosh Van der Sande   | Topsport Vlaanderen-Mercator  | z.t.     |
| 4                          | Zakkari Dempster     | Endura Racing                 | z.t.     |
| 5                          | Raymond Kreder       | Team Garmin-Barracuda         | z.t.     |
| 6                          | Edvald Boasson Hagen | Sky ProCycling                | z.t.     |
| 7                          | Tom Van Asbroeck     | Topsport Vlaanderen-Mercator  | z.t.     |
| 8                          | Kevyn Ista           | Accent.Jobs-Willems Veranda's | z.t.     |
| 9                          | Evaldas Šiškevičius  | Vélo-Club La Pomme Marseille  | z.t.     |
| 10                         | Daniele Colli        | Team Type 1-Sanofi            | z.t.     |

## Eindklassementen

### Algemeen klassement
| Ronde van Noorwegen 2012 |                      |                               |           |
| Plaats                   | Naam                 | Ploeg                         | Tijd      |
| Gouden trui              | Edvald Boasson Hagen | Sky ProCycling                | 21u11'04" |
| 2                        | Simon Clarke         | Orica-GreenEdge               | +8"       |
| 3                        | Lars Petter Nordhaug | Sky ProCycling                | +22"      |
| 4                        | Sander Armée         | Topsport Vlaanderen-Mercator  | +30"      |
| 5                        | Sergej Firsanov      | Team RusVelo                  | z.t.      |
| 6                        | Pieter Serry         | Topsport Vlaanderen-Mercator  | z.t.      |
| 7                        | Marco Marzano        | Lampre-ISD                    | z.t.      |
| 8                        | Simone Stortoni      | Lampre-ISD                    | +1'05"    |
| 9                        | Kevyn Ista           | Accent.Jobs-Willems Veranda's | +1'49"    |
| 10                       | Pieter Jacobs        | Topsport Vlaanderen-Mercator  | z.t.      |
|                          |                      |                               |           |
| 21                       | Karsten Kroon        | Team Saxo Bank                | +1'52"    |

Mannen:
2011 · 2012 · 2013 · 2014 · 2015 · 2016 · 2017 · 2018 · 2019 · 2020 ·2021 · 2022 · 2023 · 2024
Vrouwen:
2014 · 2015 · 2016 · 2017 · 2018 · 2019 · 2020 · 2021 · →
Etappewedstrijden

 Ster van Bessèges · 
 Ronde van de Middellandse Zee · 
 Ruta del Sol · 
 Ronde van de Algarve · 
 Ronde van de Haut-Var · 
 Driedaagse van West-Vlaanderen · 
 Internationale Wielerweek · 
 Internationaal Wegcriterium · 
 Driedaagse van De Panne-Koksijde · 
 Ronde van de Sarthe · 
 Ronde van Trentino · 
 Ronde van Turkije · 
 Ronde van Asturië · 
 Vierdaagse van Duinkerke · 
 Ronde van Azerbeidzjan · 
 Szlakiem Grodòw Piastowskich · 
 Ronde van Castilië en León · 
 Ronde van Picardië · 
 Ronde van Noorwegen · 
 World Ports Classic · 
 Ronde van Beieren · 
 Ronde van België · 
 Tour des Fjords · 
 Ronde van Estland · 
 Ronde van Luxemburg · 
 Boucles de la Mayenne · 
 Ster ZLM Toer · 
 Ronde van Slovenië · 
 Route du Sud · 
 Ronde van Oostenrijk · 
 Sibiu Cycling Tour · 
 Ronde van Wallonië · 
 Ronde van Portugal · 
 Ronde van Denemarken · 
 Ronde van de Ain · 
 Ronde van Burgos · 
 Arctic Race of Norway · 
 Ronde van de Limousin · 
 Ronde van Poitou-Charentes · 
 Wielerweek van Lombardije · 
 Ronde van Groot-Brittannië · 
 Ronde van Gévaudan Languedoc-Roussillon · 
 Eurométropole Tour
Eendaagse wedstrijden

 GP La Marseillaise · 
 Grote Prijs van de Etruskische Kust · 
 Trofeo Palma · 
 Trofeo Ses Salines · 
 Trofeo Serra de Tramuntana · 
 Trofeo Platja de Muro · 
 Trofeo Laigueglia · 
 Ronde van Murcia · 
 Omloop Het Nieuwsblad · 
 Classic Sud Ardèche · 
 GP Lugano · 
 Clásica de Almería · 
 Kuurne-Brussel-Kuurne · 
 La Drôme Classic · 
 Le Samyn · 
 GP Città di Camaiore · 
 Strade Bianche · 
 Roma Maxima · 
 Ronde van Drenthe · 
 Dwars door Drenthe · 
 Nokere Koerse · 
 GP Nobili Rubinetterie · 
 Handzame Classic · 
 Classic Loire-Atlantique · 
 Grote Prijs van Cholet-Pays de Loire · 
 Dwars door Vlaanderen · 
 Route Adélie de Vitré · 
 Volta Limburg Classic · 
 Grote Prijs Miguel Indurain · 
 Ronde van La Rioja · 
 Scheldeprijs · 
 GP Pino Cerami · 
 Klasika Primavera · 
 Parijs-Camembert · 
 Brabantse Pijl · 
 GP Denain · 
 Ronde van de Finistère · 
 Tro Bro Léon · 
 Ronde van Keulen · 
 La Roue Tourangelle · 
 Rund um den Finanzplatz Eschborn-Frankfurt · 
 Ronde van de Somme · 
 ProRace Berlin · 
 Grote Prijs van Plumelec · 
 Boucles de l'Aulne · 
 Ronde van Zeeland Seaports · 
 Trofeo Melinda · 
 GP Kanton Aargau · 
 Ronde van Limburg · 
 Ronde van de Apennijnen · 
 Halle-Ingooigem · 
 Trofeo Matteotti · 
 Prueba Villafranca de Ordizia · 
 GP Industria & Artigianato-Larciano · 
 Ronde van Toscane · 
 Circuito de Getxo · 
 Polynormande · 
 RideLondon Classic · 
 GP Stad Zottegem · 
 Dutch Food Valley Classic · 
 Châteauroux Classic de l'Indre · 
 Druivenkoers Overijse · 
 Ronde van Veneto · 
 Schaal Sels · 
 Memorial Rik Van Steenbergen · 
 Brussels Cycling Classic · 
 GP Fourmies · 
 Ronde van de Doubs · 
 GP Jef Scherens · 
 Coppa Bernocchi · 
 Coppa Agostoni · 
 GP van Wallonië · 
 Ronde van de Drie Valleien · 
 Kampioenschap van Vlaanderen · 
 Memorial Marco Pantani · 
 Grote Prijs Impanis-Van Petegem · 
 GP van Isbergues · 
 GP Industria & Commercio di Prato · 
 Omloop van het Houtland · 
 Duo Normand · 
 Milaan-Turijn · 
 Ronde van Piëmont · 
 Ronde van het Münsterland · 
 Pro Cycling Marathon · 
 Ronde van de Vendée · 
 Memorial Frank Vandenbroucke · 
 Coppa Sabatini · 
 Parijs-Bourges · 
 Ronde van Emilia · 
 GP Beghelli · 
 Parijs-Tours · 
 Nationale Sluitingsprijs · 
 Ronde van Romagna · 
 Chrono des Nations